# Waltham (Massachusetts)
Waltham ist eine Stadt im Bundesstaat Massachusetts der Vereinigten Staaten.
Das U.S. Census Bureau hat bei der Volkszählung 2020 eine Einwohnerzahl von 65.218 ermittelt. Die Stadt stellt eine principal city der Metropolregion Greater Boston dar.
Die Gegend am Charles River ist seit 1634 von europäischen Auswanderern besiedelt. Stadtrechte erhielt Waltham im Jahr 1884. Waltham ist eine der „Mill Towns“ des Bundesstaates, d. h. ein Ort, der sich ursprünglich um eine Mühle, ein Sägewerk oder eine Manufaktur bildete, und ein frühes Zentrum der US-amerikanischen Industrialisierung, zunächst im Textilbereich. Hier steht die erste moderne Fabrik der USA (1814) und wurde der Kreidestift erfunden und erstmals industriell hergestellt („Waltham Crayon“, später „American Crayon“). Bekannt wurde die Stadt vor allem durch die Waltham Watch Company, die von 1854 bis 1957 existierte und über 40 Millionen Uhren produzierte. Zu Beginn des 20. Jahrhunderts war Waltham Teil eines Zentrums der Automobilindustrie, das mit dem Aufstieg von Detroit jedoch rasch an Bedeutung verlor.
In Waltham befindet sich die Brandeis University. Wegen der ehemaligen Uhrenfabrikation trägt Waltham auch die Bezeichnung „die Uhrenstadt“.

## Ansässige Unternehmen
- Alere, Medizintechnikunternehmen
- Novell, Hersteller von Netzwerk- und Internet-Software-Produkten
- Dynatrace, Softwareunternehmen
- Parexel, eines der führenden Unternehmen für klinische Studien
- Raytheon Technologies, Rüstungs- und Elektronikkonzern
- Thermo Fisher Scientific, Biotechnologieunternehmen
- Boston Dynamics, Robotik-Unternehmen

## Geschichte

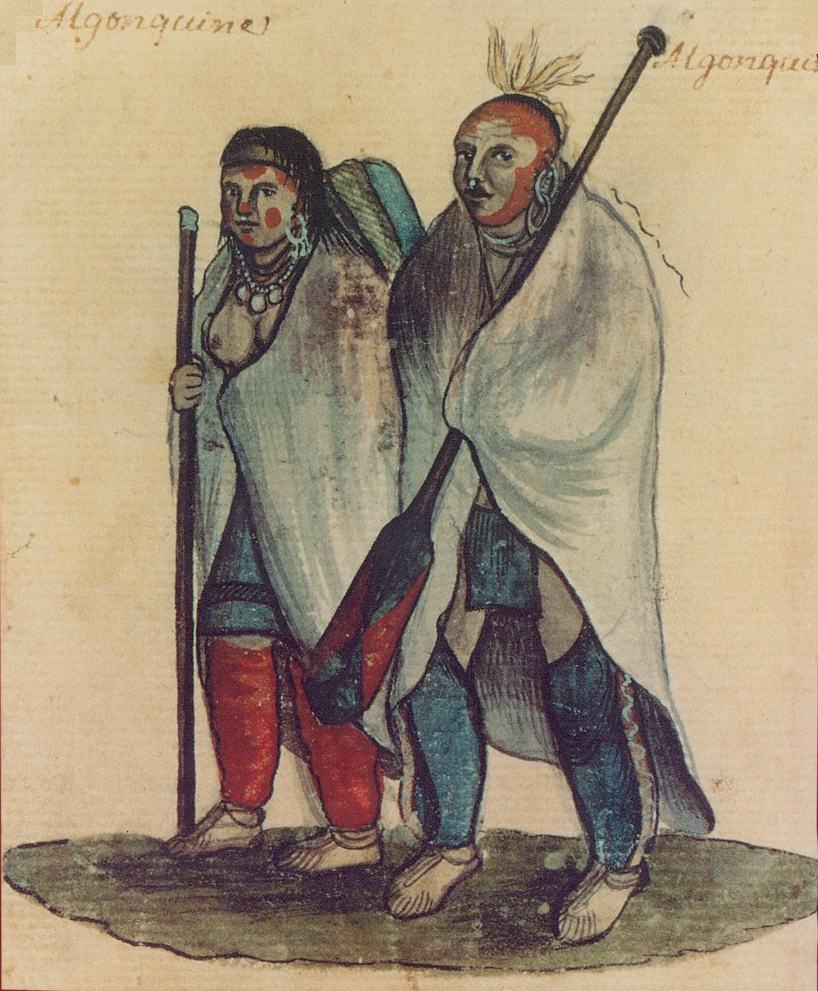
Zeichnung eines Algonkinpaares aus dem 18. Jahrhundert

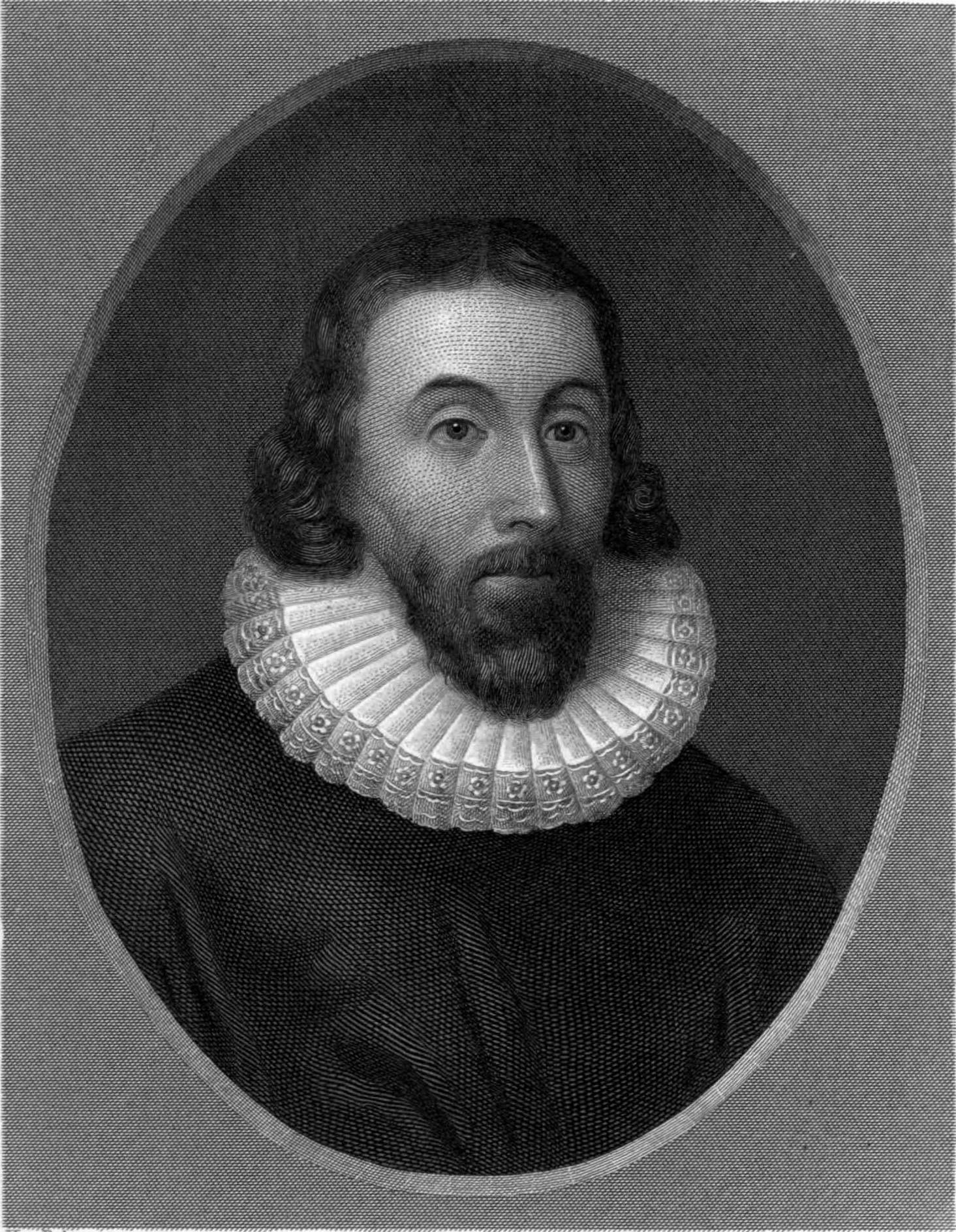
John Winthrop (1588–1649)

Es ist archäologisch belegt, dass Leif Eriksson (um 975-um 1020) und seine Normannen um das Jahr 1000 das amerikanische Festland betraten. Umstritten ist jedoch, dass sie dabei auch, wie kolportiert, die Region um Waltham erreicht haben.
Als in den 1620er Jahren europäische Siedler in die Gegend kamen, scheint das Land von Algonkin besiedelt gewesen zu sein. Bereits 1627 wurde ein Verwaltungsbezirk Watertown geschaffen, dem neben dem Gebiet auf dem heute die gleichnamige Stadt liegt, auch Territorien von Waltham, Weston sowie Teilen von Belmont, Lincoln und Cambridge angehörten. 1629 ließen sich Puritaner unter der Führung von John Winthrop (1588–1649) hier nieder. Der erste eingetragene Landkäufer auf dem Gebiet von Waltham war der Kapitän John Oldham (April 1634). Er wurde am 20. Juli 1636 auf Block Island von Indianern ermordet. In der ohnehin angespannten Situation zwischen den indianischen Ureinwohnern und britischen Kolonisten löste dieser Zwischenfall den Pequot-Krieg von 1637 aus, der als erste bewaffnete Auseinandersetzung dieser beiden Gruppen gilt.
Der erste „Anwohner“ mit festem Wohnsitz auf dem heutigen Stadtgebiet war Edward Garfield (1650). Vom Aufstand von 1675–1676 war die Gegend um Waltham nur wenig betroffen; im April 1676 wurde eine Scheune angezündet. 1733 stellte die kleine Siedlergemeinschaft erstmals eine Lehrperson an und errichtete wenig später die erste Schule. 1738 erhielt die Kommune die Bezeichnung „Town“. Am 20. November 1761 wurde die erste Brücke auf Stadtgebiet über den Charles River eingeweiht.

### Unabhängigkeitskriege
Der Schuss, der um die ganze Welt gehört wurde, war auch in Waltham zu vernehmen. Bereits an den Gefechten von Lexington und Concord vom 19. April 1775 zu Beginn des Amerikanischen Unabhängigkeitskrieges nahmen Bürger von Waltham teil; 1776 waren es bereits über 200. 1779 wurde mit der Errichtung einer Papiermühle am Charles River der Grundstein zur Industrialisierung gelegt; weitere folgten bald. Die Bevölkerungszahl betrug 1790 882 Personen.

### Waltham Bleachery
Der spätere Gouverneur Christopher Gore errichtete 1794 einen Damm und eine Papiermühle. An deren Standort wurden 1820 die Waltham Bleachery and Dye Works als erste ihrer Art erbaut. Der Textilveredler errichtete eine sehr innovative Fabrik und blieb 131 Jahre lang in der Stadt. Nach der Schließung 1951 wurde das Areal von Raytheon übernommen.

### Boston Manufacturing

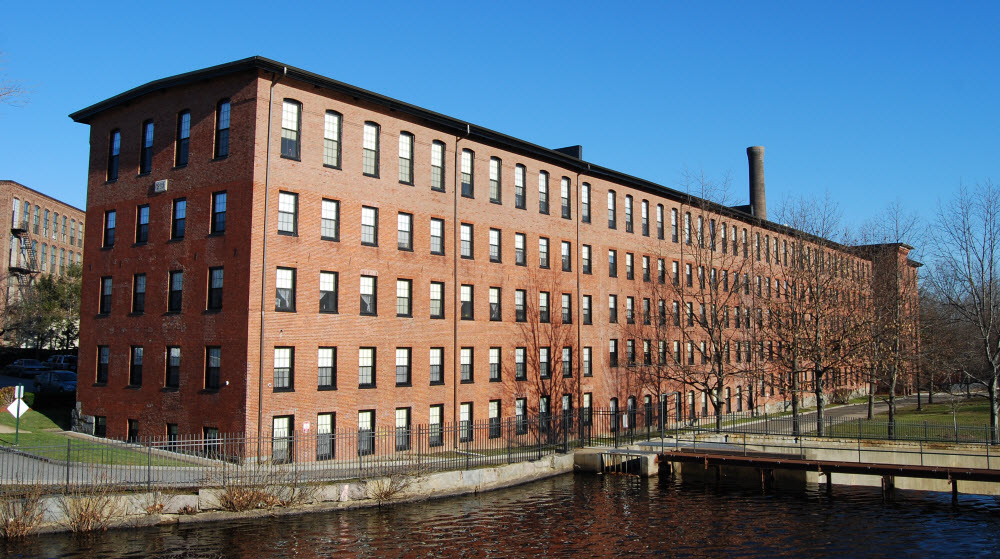
Fabrik der Boston Manufacturing Company, errichtet 1814

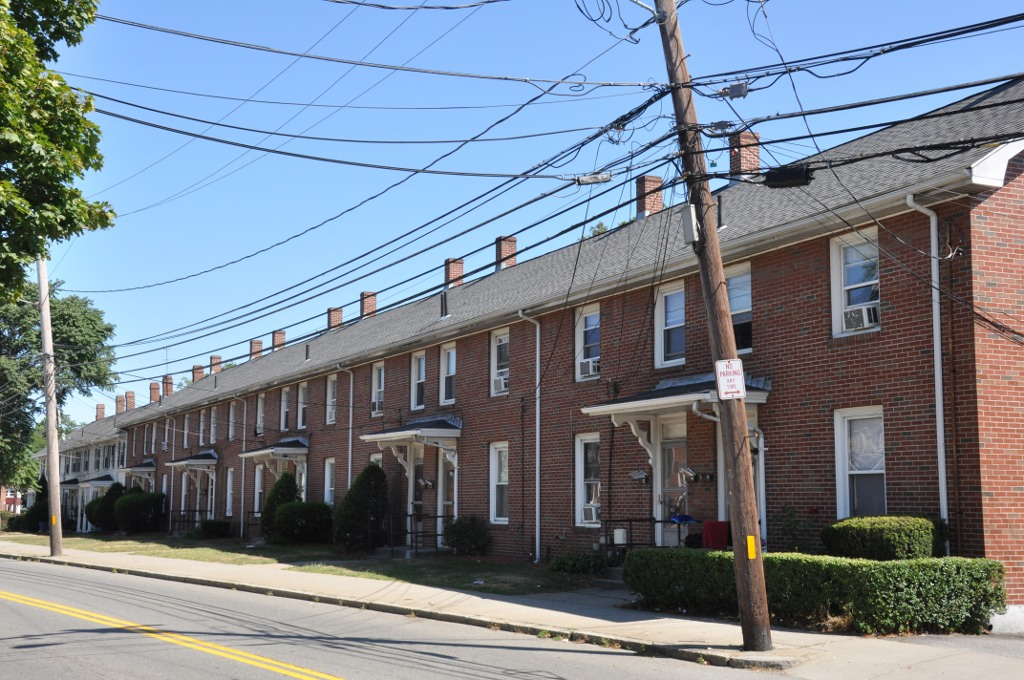
380-410 River Street in Waltham; Boston Manufacturing gehörte zu den allerersten Unternehmen, die solche Wohnhäuser für die Angestellten errichten ließ

1798 wurde im Waltham Social Club die erste Bibliothek im Ort eingerichtet. Im gleichen jahr verkaufte John Bois seine Papiermühle an Joshua Thomas, der eine Spinnerei anfügte und den Betrieb 1813 an den Bostoner Unternehmer Francis Cabot Lowell (1775–1817) verkaufte. Dieser hatte 1812 mit Versuchen zur industriellen Herstellung von Baumwollstoff begonnen, ein Unterfangen, das durch den Britisch-Amerikanischen Krieg von 1812 bis 1814 behindert wurde. Seine mit US$ 100.000 gegründete Boston Manufacturing Company (BMC) bezog 1814 ihre neuartige Fabrik, in der erstmals der ganze Herstellungsprozess von der rohen Baumwolle bis zum fertigen Stoff unter einem Dach ablief und alle Arbeitsstationen mit Transmissionsriemen zur Kraftübertragung ausgestattet waren. Das Prinzip ging als Waltham-Lowell-System in die Wirtschaftsgeschichte ein. Das Unternehmen wurde zudem nach heute noch gültigen Grundsätzen organisiert: Es wurden Aktien ausgegeben und die Fabrik wurde erstmals von Angestellten, nicht von Eigentümern oder deren Verwandten, geleitet. Daraus leitet sich mit einiger Berechtigung ab, dass dieses Werk die erste moderne Fabrik gewesen ist und damit als einer der Auslöser der Industriellen Revolution gelten darf. Boston Manufacturing stellte zunächst vor allem Frauen aus dem Norden der USA an. 1816 schaffte das Unternehmen die erste Löschspritze an; erst im folgenden Jahr wurde die offizielle Feuerwehr der Stadt eingerichtet. Ein als ungerecht empfundener Lohnabzug führte 1820 zu einer Arbeitsniederlegung der Textilarbeiterinnen bei Boston Manufacturing, die als erster Industriestreik in die Geschichte einging. Das Unternehmen war möglicherweise das erste, das seine Standortkommune mit dem Bau von Gebäuden wie Kirchen, Büchereien oder Gemeindesälen unterstützte und Unterkünfte für die eigenen Arbeiter schuf. Es beschäftigte 1885 2000 Angestellte. Boston Manufacturing bestand bis 1930. Das Fabrikgebäude steht noch; seit 1978 wird es als Seniorenresidenz genutzt.

### Industriepioniere
1831 wurde die Kirche St. Mary's von irischen Einwanderern errichtet. Sie brannte zwar 1840 nieder; im folgenden Jahr vermerkte die Kommune 6 Kirchen, 46 Ladengeschäfte und 275 feste Gebäude. Mit The Hive erhielt Waltham 1833 die erste lokale Zeitung und die Waltham Bank wurde 1836 eröffnet. Die Erfindung eines Verfahrens zur Herstellung von Kreidestiften 1835 durch den Walthamer Zahnarzt Francis F. Field führte zu dessen Produktion im Ort, zunächst durch die Parmenter, Powell & Powers Company; die Stifte wurden bekannt unter dem Markennamen Waltham Cayons. 1843 wurde die Boston, Clinton, Fitchburg and New Bedford Railroad bis nach Waltham geführt. Dabei betrieb Boston Manufacturing erfolgreiche Lobbyarbeit um eine für sie günstige Linienführung zu erreichen. 1846 wurden touristische Rundfahrten mit einem Dampfboot auf dem Charles River aufgenommen. 1849 wurde das Gemeindegebiet durch Zukauf von Land der benachbarten Kommune Newton um 600 Acres (ca. 243 ha) im Süden vergrößert. Hier ließen sich verschiedene Betriebe nieder, so 1853 die Newton Waltham Gas Light Company, zu deren ersten Kunden, neben privaten Haushalten, Boston Manufacturing gehörte. Auch die erwähnte Parmenter, Powell & Powers Company errichtete hier einen Neubau, den sie bis zu ihrem Wegzug aus der Stadt 1875 nutzte.
Der Anteil der irischen Katholiken, überwiegend aus der Arbeiterschaft, an der Bevölkerung betrug nun 25 %.

### Waltham Watch Company

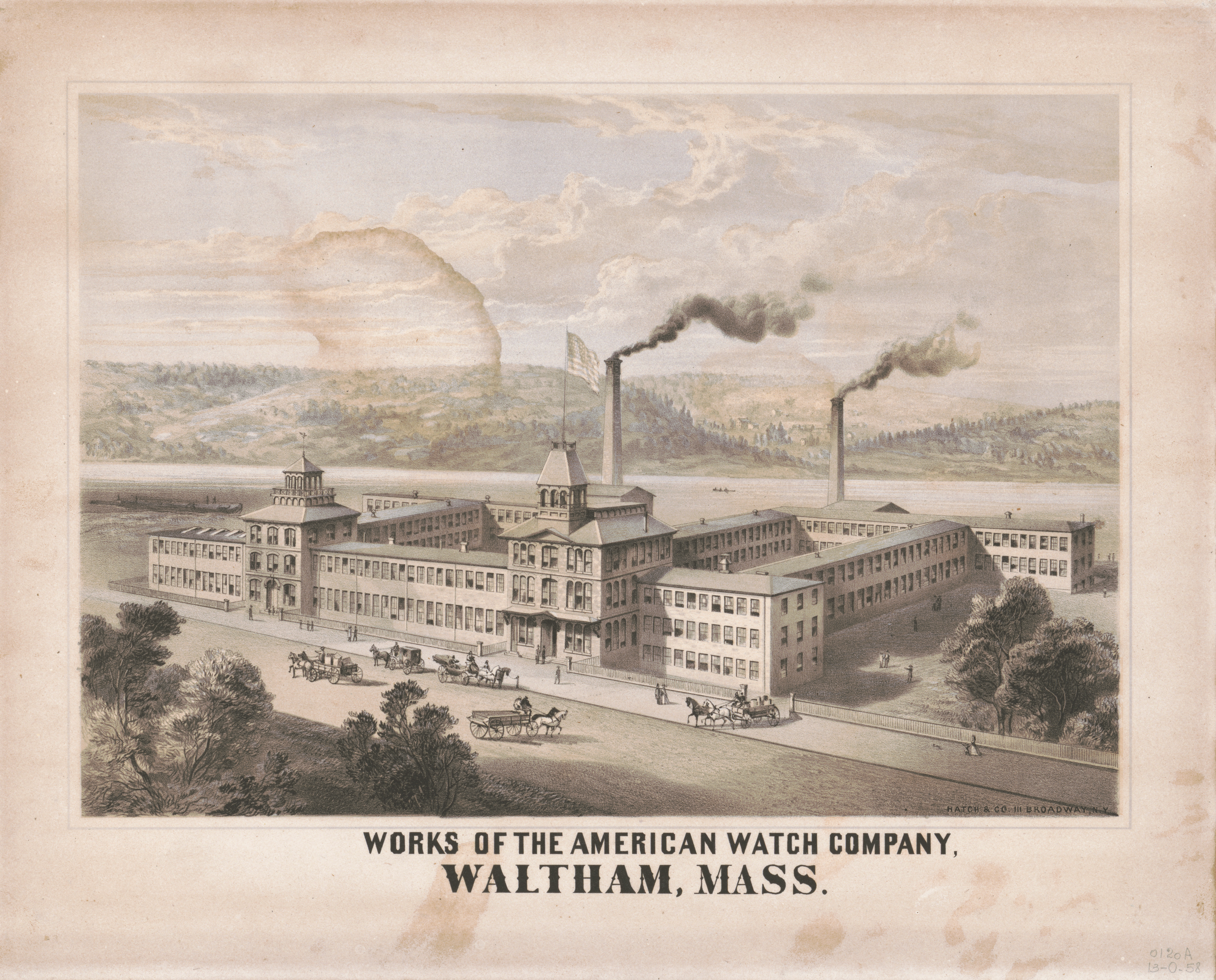
Die Waltham Watch Company gegen Ende des 19. Jahrhunderts

1853 wurde ein Werk der Newton Waltham Gas Light Company zur Versorgung der Stadt mit Leuchtgas eingerichtet. Aaron Lufkin Dennison (1812–1895) gründete 1854 die Waltham Improvement Company aus der 1857 die Waltham Watch Company hervorging. Dieses Unternehmen fertigte als erstes hochwertige Uhren auf industrielle Weise und führte die Austauschbarkeit alle Bestandteile ein. Das Unternehmen war jahrzehntelang der größte Arbeitgeber im Ort mit 4000 Angestellten im Jahr 1897 und gilt als größte Uhrenfabrik ihrer Zeit; 1896 und 1897 wurden je 500.000 Uhren hergestellt. Waltham Watch fertigte 1897 die 8 Millionste Uhr. Das Unternehmen musste am 28. Dezember 1948 Insolvenz anmelden, bestand aber unter neuer Leitung als Waltham Precision Instrument Company bis 1957. Die Uhrenherstellung wurde 1954 aufgegeben. Insgesamt sollen 40 Mio. Uhren hergestellt worden sein. Waltham Watch stellte außerdem Wanduhren, Tachometer, Zeitzünder und Präzisionsinstrumente her.

### Sezessionskrieg (1861–1865)

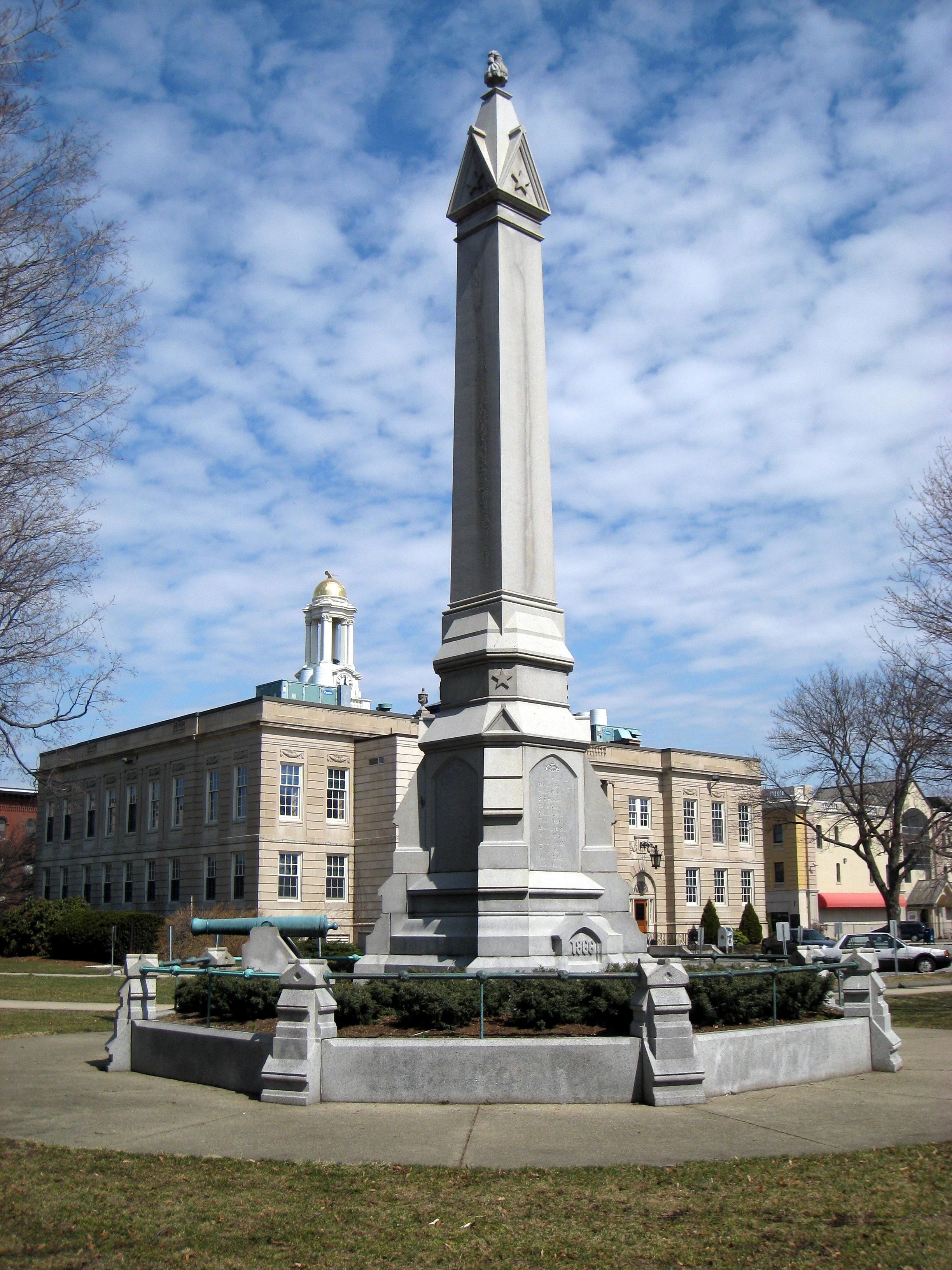
Sezessionskriegsdenkmal und Rathaus

Der Bundesstaat Massachusetts war ein Vorreiter bei der Abschaffung der Sklaverei. Gouverneur Nathaniel Prentiss Banks (1816–1894) wurde von Präsident Lincoln zu einem von nur drei Generalmajoren des Freiwilligenheeres (Major General of Volunteers) ernannt. Der beliebte Politiker und gewandte Organisator war als Heerführer eher glücklos. Der Ort selber blieb von den Kriegswirren verschont, obwohl mehrere Bürger im Kampf fielen. Waltham stellte eine eigene Kompanie auf, die Company H, 16th Massachusetts Volunteers Infantry of Waltham. Sie wurde von Captain Gardner Banks, einem Bruder des Gouverneurs, kommandiert. Die Uniformen wurden im Ort genäht und die Soldaten hier gedrillt.

### Fortschritt in Waltham
1868 nahm eine Pferde-Straßenbahn ihren Betrieb auf und 1871 beschaffte die Kommune das erste Feuerlöschfahrzeug mit einer Dampfpumpe für das Löschwasser. 1881 wurde Waltham an die Central Massachusetts Railroad angeschlossen. Eine weitere Tageszeitung, die Waltham Daily Tribune, erschien erstmals 1882. In diesem Jahr wurde auch die erste lokale Telefongesellschaft eingerichtet. An Weihnachten 1886 wurde erstmals die elektrische Straßen- und Schaufensterbeleuchtung eingeschaltet. 1873 wurde eine Trinkwasserversorgung aus dem Charles River eingerichtet. Sie umfasste ein Leitungs- und Pumpensystem mit Filteranlage und war bis 1949 in Betrieb.
Die zu ihrer Zeit gute medizinische Versorgung der Bevölkerung wurde durch das 1887 eröffnete Hospital weiter verbessert. Die treibende Kraft,  Alfred Worcester, hatte 1884 eine der ersten Blinddarmoperationen in den USA erfolgreich durchgeführt. Waltham wurde auch durch eine Krankenschwesternschule bekannt. Das Spital wurde im Juli 2003 geschlossen.
Der Central Park Freizeitpark mit gleichnamiger Pferderennbahn eröffnete bereits 1875, die Music Hall 1880 und die Maple Grove Eisbahn 1883.

### City of Waltham

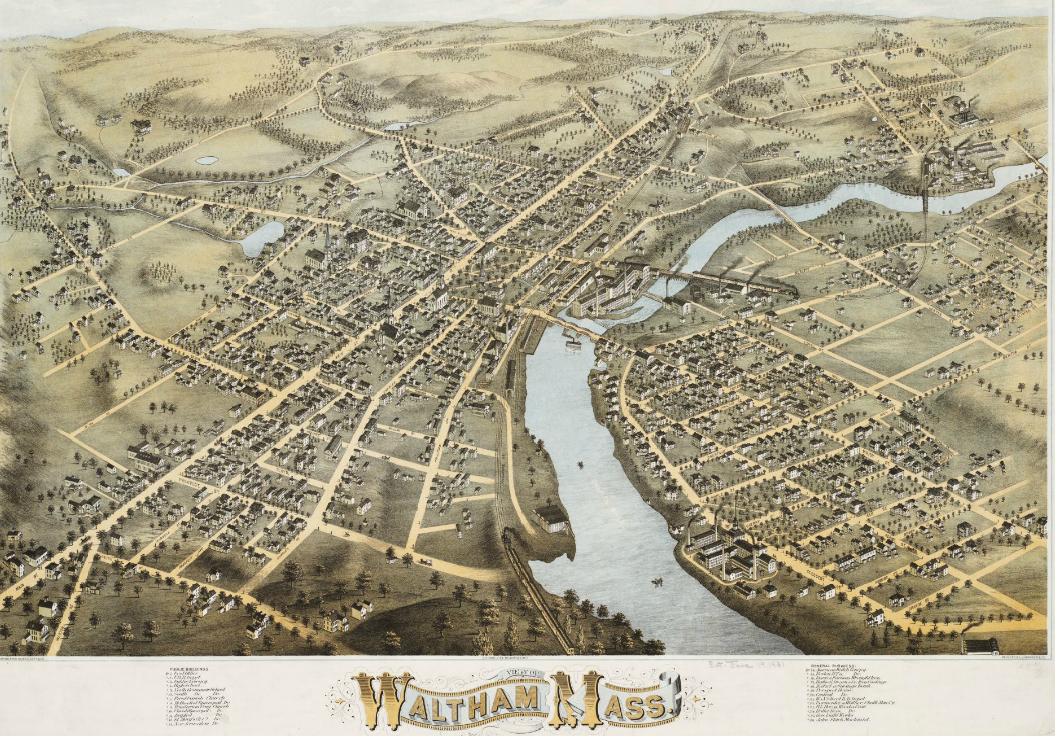
Nicht maßstabsgetreuer Plan von Waltham, 1877

1884 wurde Waltham zur City, was eine Verwaltungsreform mit der Einführung eines Bürgermeisteramts und eines Stadtrats zur Folge hatte. Zum ersten Bürgermeister wurde der Rechtsanwalt Byron B. Johnson gewählt. Dieser hatte 1865 die Interessen des Sergeant Boston Corbett vertreten, der, entgegen seinen Befehlen, John Wilkes Booth (1838–1865) erschossen hatte, als sich dieser seiner Festnahme widersetzte. Booth war der Attentäter, der zuvor Präsident Lincoln erschossen hatte. Für Corbett ging es auch um die von der Regierung ausgesetzte Belohnung von US$ 75.000.
1885 wurde erstmals eine Frau in ein öffentliches Amt der Stadt (Schulaufsicht) gewählt. Zwischen 1890 und 1896 wurde die Straßenbahn elektrifiziert und bis Newton geführt. 1896 lebten 22.000 Einwohner in Waltham. 1905 erhielt der Ort mit einer Woolworth-Filiale die erste Niederlassung einer national tätigen Ladenkette. Ab 1910 wanderten vermehrt italienische Arbeitskräfte zu. 1917 wurde eine Handelskammer eingerichtet.

### Frühes Zentrum des Fahrzeugbaus
In Waltham gab es vor der Wende zum 20. Jahrhundert mindestens zwei größere Fahrradfabriken: Die American Waltham Manufacturing Company stellte sie unter dem Markennamen Comet her, die 1884 gegründete Waltham Manufacturing Company baute ab 1893 das Orient in zahlreichen Varianten. Dieses von Charles Herman Metz (1863–1937) mitbegründete Unternehmen produzierte 1896 30.000 Fahrräder. Ehemalige Angestellte des Unternehmens gründeten die Waltham Automobile Company, die von 1898 bis 1902 oder 1903 Dampfwagen der Marken Tinker & Piper, Waltham Steam und für kurze Zeit auch American Steam herstellten. Ein Dampfwagen wurde inzwischen auch bei American Waltham Manufacturing entwickelt und als American Waltham verkauft. Er hatte zwei Maschinen und war noch leichter als der Waltham Steam. Nach dem Zusammenschluss des Herstellers mit der aus Boston zugezogenen New England Motor Carriage Company 1899 wurde seine Produktion eingestellt und stattdessen der mitgebrachte New England Steam produziert; dieser von 1900 bis 1901 für die Stanton Manufacturing Company.

### Waltham Manufacturing Company

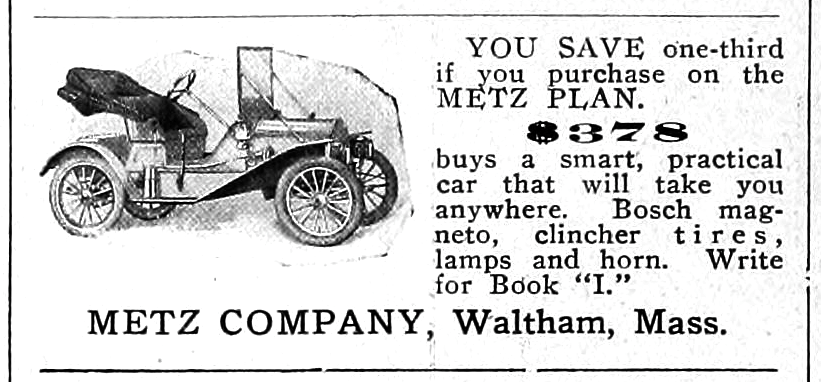
Metz Two 12 HP Runabout in einer Anzeige zum „Metz Plan“, versprochen wird eine Einsparung von einem Drittel des Kaufpreises mit der „Selbstmontage“

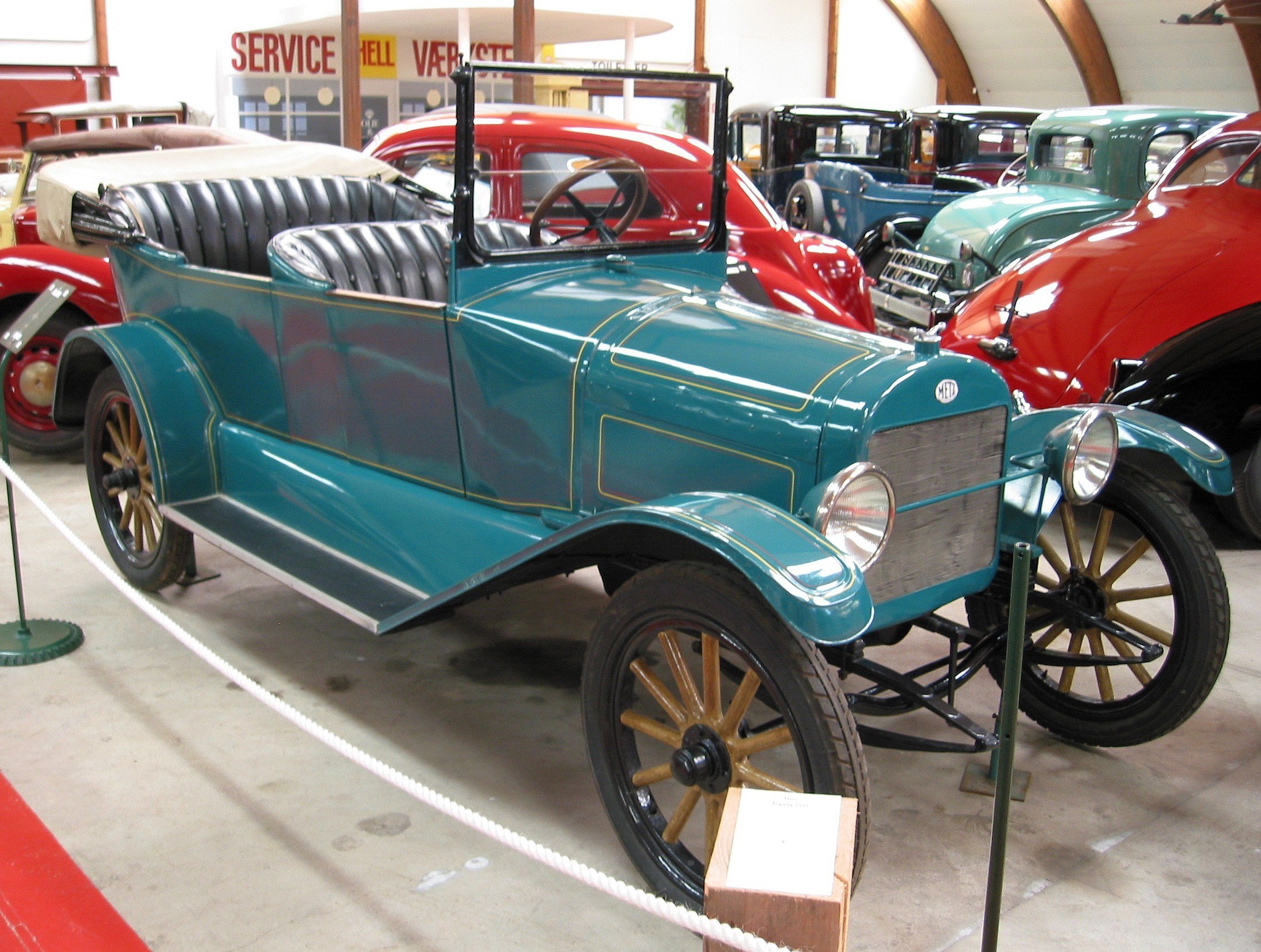
Metz Model 25 Touring (1915)

Ähnlich kompliziert entwickelten sich die Verhältnisse bei Waltham Manufacturing. Bevor das Unternehmen zum mit Abstand größten Autobauer der Stadt wurde, konstruierte Metz 1898 eines der ersten Motorräder in den USA; das für Steherrennen gebaute Vehikel benötigte zwei Personen zum Betrieb. Es folgten motorisierte Tri- und Quadricycles und Automobil-Prototypen mit Elektro- und Verbrennungsmotoren. Zum erfolgreichen Motorsportteam gehörte zeitweilig auch Albert Champion (1878–1927). C.H.Metz verließ das Unternehmen im Streit, um im Ort die Waltham Development Company zu gründen. Waltham Manufacturing war einige Jahre erfolgreich mit dem Orient Buckboard, einem primitiven aber äußerst preiswerten Kleinstauto. Danach übernahm sich das Unternehmen. Es stand vor der Insolvenz als Metz zurückkehrte und es in kürzester Zeit sanierte. Sein innovativer Ansatz war, die riesigen Materialbestände abzubauen, indem er seine Fahrzeuge USA-weit als Bausätze zum Selberbauen verkaufte. Mit Eigenleistung kam der Kunde so zu einem unschlagbar günstigen Preis zu einem vollwertigen Kleinwagen. Das Lenkrad lag der letzten Teillieferung bei...
Das Unternehmen wurde als Metz Company neu aufgestellt und die nun als Metz angebotenen Fahrzeuge blieben einige Jahre erfolgreich, auch wenn das Baukastenprinzip rasch beendet wurde. Metz kaufte 1911 das Anwesen des Gouverneurs Gore und richtete dort im Juni 1911 die erste Flugshow Neuenglands aus. eigene Versuche als Flugzeughersteller blieben weniger erfolgreich, doch baute das Unternehmen nach dem Eintritt der USA in den Ersten Weltkrieg rund 1000 Kampfflugzeuge für die Regierung. Nach dem Krieg kam das Ende für die Metz Company. Charles Metz fuhr mit dem letzten produzierten Fahrzeug nach Glendale (Kalifornien), wo er eine Möbelfabrik aufbaute.

### Zwischen den Kriegen
1919 erhielt Waltham eine Forstverwaltung. Im gleichen Jahr kam es zu einer großen Suffragetten-Kundgebung, an der auch die Aktivistin Florence Hope Luscomb (1887–1985) aus Lowell (Massachusetts) sprach. Die städtische Müllabfuhr wurde 1922 eingerichtet. Ein neues Rathaus wurde 1927 bezogen und 1929 zog Anna Worcester Fogg als erste gewählte Stadträtin dort ein. Im folgenden Jahr schloss das Traditionsunternehmen Boston Manufacturing Company; 350 Angestellte verloren ihre Arbeit in einem schwierigen Umfeld: Ende 1929 war die Weltwirtschaftskrise ausgebrochen. 1933 verlegte Raytheon seinen Sitz von Cambridge (Massachusetts) nach Waltham, wo er bis heute besteht. Am 23. Oktober 1936 hielt Präsident F. D. Roosevelt anlässlich seiner Kampagne zur Wiederwahl eine viel beachtete Rede in Waltham.

### Waltham im Zweiten Weltkrieg
Auch im Zweiten Weltkrieg dienten viele Bürger aus Waltham in Armee, Marine und Luftwaffe. Über 100 kehrten nicht zurück. Bekannt wurde der Marineangehörige James J. Fahey (1918–1991), der ein viel gelesenes Kriegstagebuch veröffentlichte.

### Das moderne Waltham

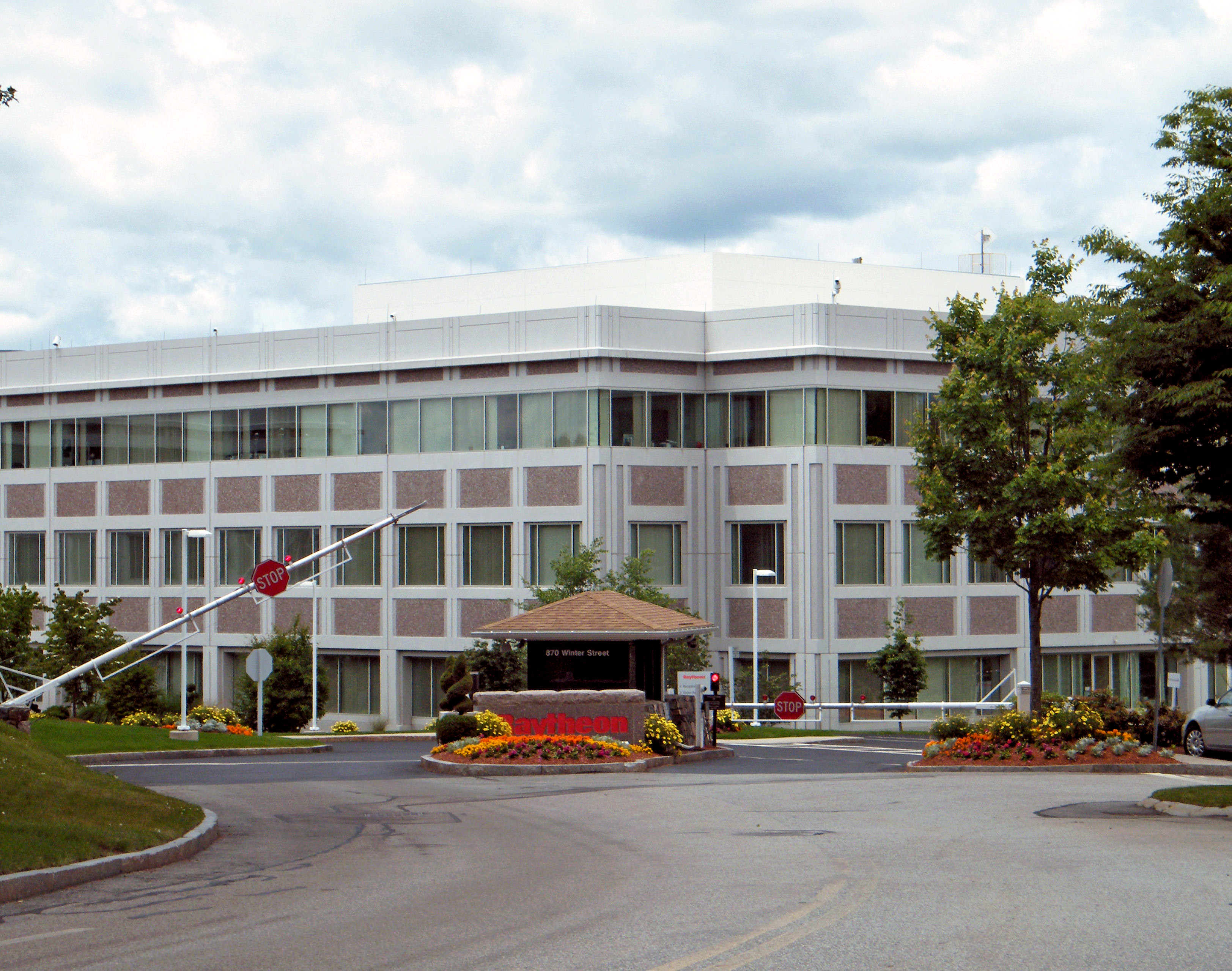
Raytheon-Hauptsitz in Waltham

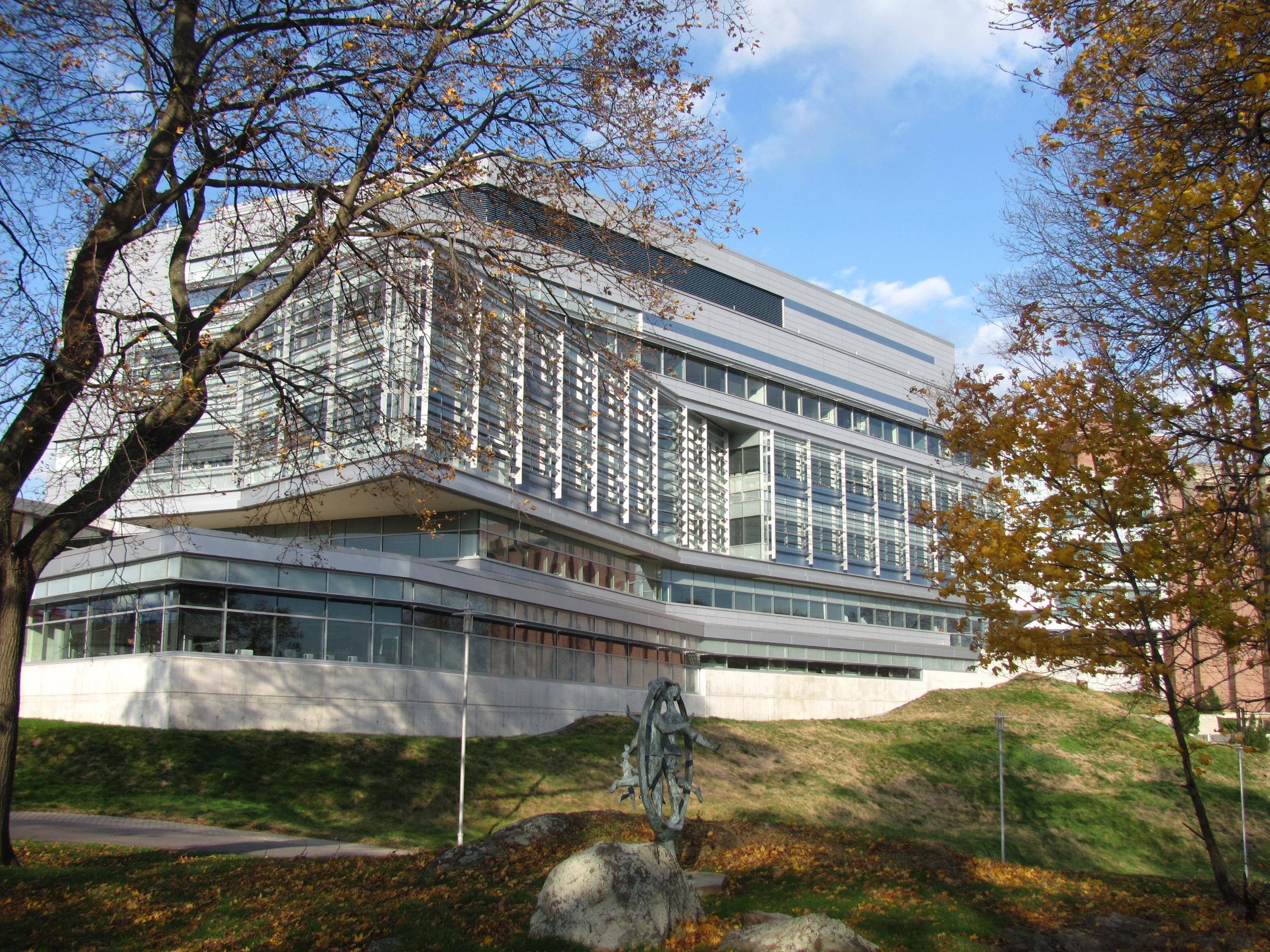
Brandeis University, Carl J. Shapiro Science Center

1947 erhielt Waltham eine Müllverbrennungsanlage. Eine Explosion in der Makalot Plastic Company an der South Street forderte am 6. März 1948 fünf Todesopfer. Am 7. Oktober wurde die Brandeis University feierlich eröffnet. 1949 schloss sich Waltham einem Wasserverbund an, weil das eigene Trinkwasser einen zu hohen Eisenanteil enthielt. 1951 wurde die Route 128 eröffnet, von der es auf dem Stadtgebiet von Waltham heute drei Ausfahrten gibt. Der TV-Sender WGBH nahm 1955 von einer Anlage auf dem Great Blue Hill seinen Betrieb auf.

## Sehenswürdigkeiten
- Gore Place Mansion, 52 Gore Street[9]
- Beaver Brook Reservation
- The Waltham Museum, 25 Lexington Street, Waltham MA
- Charles River Museum of Industry and Innovation (CRMI), 154 Moody Street, Waltham MA

## Söhne und Töchter der Stadt
- Keith Aucoin (* 1978), Eishockeyspieler

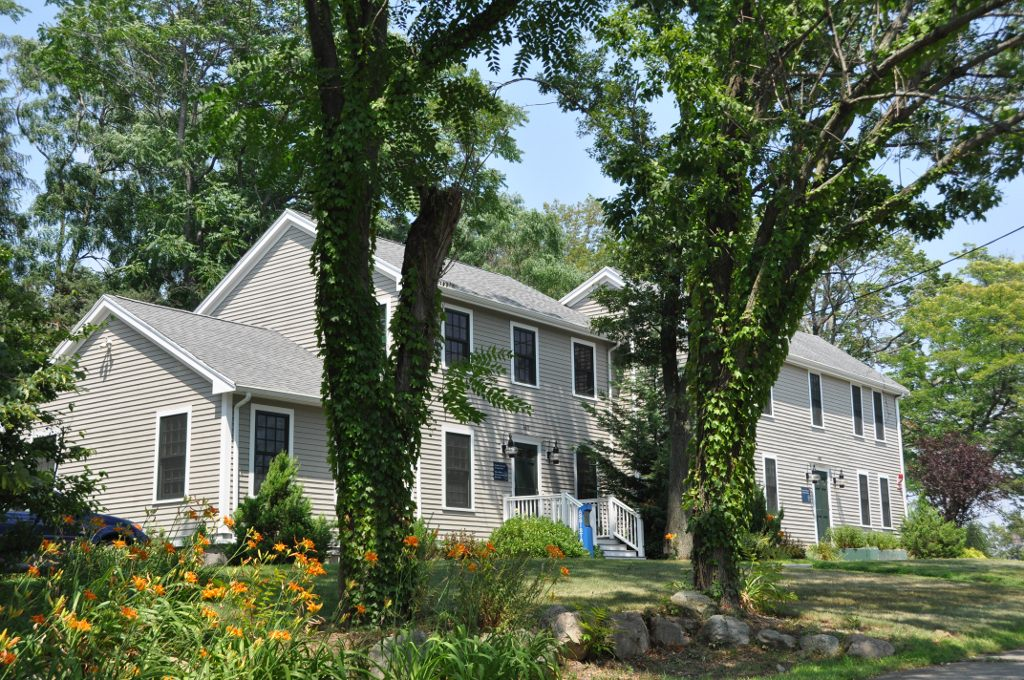
Das Haus des Kapitäns Samuel Harrington (1666–1712), 475 South Street, ist heute Sitz eines Instituts der Brandeis University

- Nathaniel Prentiss Banks (1816–1894), Gouverneur von Massachusetts, General der Unionsarmee, Mitglied des Repräsentantenhauses
- James Chirillo (* 1953), Jazz-Gitarrist, Banjospieler, Arrangeur und Komponist
- Effie C. Carlton (1856–1940), geb. Crockett, Bühnenschauspielerin und Komponistin („Rock-a-bye Baby“)
- Abner Doble (1890–1961), Unternehmer, Ingenieur, Erfinder, Automobilpionier (vgl. Doble (Automarke))
- Donna Ferrato (* 1949), Fotografin, Fotojournalistin und Aktivistin
- Christopher Gore (1758–1827), Gouverneur von Massachusetts, Diplomat, Mitglied des US-Senats, Bundesstaatsanwalt, Mitglied der verfassungsgebenden Versammlung von Massachusetts, Mitglied des Repräsentantenhauses und des Senats von Massachusetts
- John Peabody Harrington (1884–1961), Linguist und Völkerkundler
- Henry B. Hill (1849–1903), Chemiker
- Roger Sherman Hoar (1887–1963), Ingenieur, Patentrechtler, Politiker und Science-Fiction-Autor
- Clarence Hobart (1870–1930), Tennisspieler
- Dennis C. Jett (* 1945), Diplomat
- Deena Kastor (* 1973), Langstreckenläuferin
- Rebecca Kilgore (* 1948), Jazz-Sängerin
- Joseph T. Lawless, Sportschütze, Olympiasieger 1920 über 1000 Yard
- Samuel Livermore (1732–1803), US-Senator und Abgeordneter; Mitverfasser der US-Verfassung
- Robert Luce (1862–1946), Politiker, Mitglied des US-Repräsentantenhauses
- David Maxwell (1943–2015), Bluespianist, Songwriter und Sänger
- Shawn McEachern (* 1969), Eishockeyspieler und -trainer
- Angelo Mosca (* 1937), Footballspieler und Wrestler
- Annie Payson Call (1853–1940), Kolumnistin, Autorin und Schulleiterin[10]
- Thomas Joseph Riley (1900–1977), Weihbischof in Boston
- Tom Rooney (1881–1939), Autorennfahrer und -konstrukteur
- Ida Annah Ryan (1873–1950), Architektin; erste Frau, die einen Master of Science vom Massachusetts Institute of Technology erwarb
- Mildred Sanderson (1889–1914), Mathematikerin
- Cynthia Sayer (* 1962), Musikerin
- Ernest G. Small (1888–1944), Konteradmiral
- Frederic Charles Smerlas (* 1957), Footballspieler
- Caroll Spinney (1933–2019), Puppenspieler aus der US-Fernsehserie Sesamstraße, wo er ab 1969 Big Bird und Oscar the Grouch spielte.
- Brian Strait (* 1988), Eishockeyspieler
- Edmund T. (Theodore) Williams (1888–1986), Chemiker, Förderer des American Jewish Historical Society Museum, Waltham, Gründer des Via Biona Health Institute/Boston